# Neue Rheinische Sezession
Die Neue Rheinische Sezession war eine 1948 in Düsseldorf gegründete Künstlergruppe, die sich als Abspaltung der 1946 rekonstituierten Rheinischen Sezession verstand.

## Geschichte
Auf Initiative des Malers Ludwig Gabriel Schrieber gründete sich 1948 in Düsseldorf unter der Bezeichnung Neue Rheinische Sezession eine neue Künstlergruppe. Ihr gehörten bald unter anderem Eugen Batz, Carl Barth, Hubert Berke, Otto Coester, Bruno Goller, Joseph Fassbender, Peter Herkenrath, Peter Janssen, Ewald Mataré, Georg Meistermann, Kurt Neyers, Max Peiffer Watenphul, Oswald Petersen, Robert Pudlich, Otto Ritschl, Zoltan Székessy, Wilhelm Teuwen und Hann Trier an. Wie bereits der Name der Gruppe andeutet, verstanden sich die Künstler als Abspaltung von der Rheinischen Sezession, der sie ein „Erstarken rückschrittlicher Kräfte“ vorwarfen. Von ihr versuchten sie sich dadurch zu unterscheiden, dass sie ihren Akzent „ins betont Moderne“ verschoben. Viele waren Vertreter der Abstrakten Malerei. Gleichwohl sahen sie sich nicht als Protagonisten einer einheitlichen Kunstströmung.
Hein Stünke, vormals Leiter im Kulturamt der Reichsjugendführung, übernahm als Geschäftsführer unter dem Vorsitz von Gerhard Kadow, später unter Herkenrath, die Koordination ihrer Jahresausstellungen. In den Jahren 1954 und 1956 beteiligte er sich maßgeblich an der Organisation ihrer internationalen Ausstellungen auf Schloss Morsbroich bei Leverkusen, zu der berühmte ausländische Künstler wie Fernand Léger, Gérard Schneider, Serge Poliakoff, Walter Bodmer und Richard Mortensen geladen wurden. Die Künstlergruppe hielt 1969 in der Kunsthalle Düsseldorf ihre letzte gemeinsame Ausstellung ab.